# Oblys de Djamboul

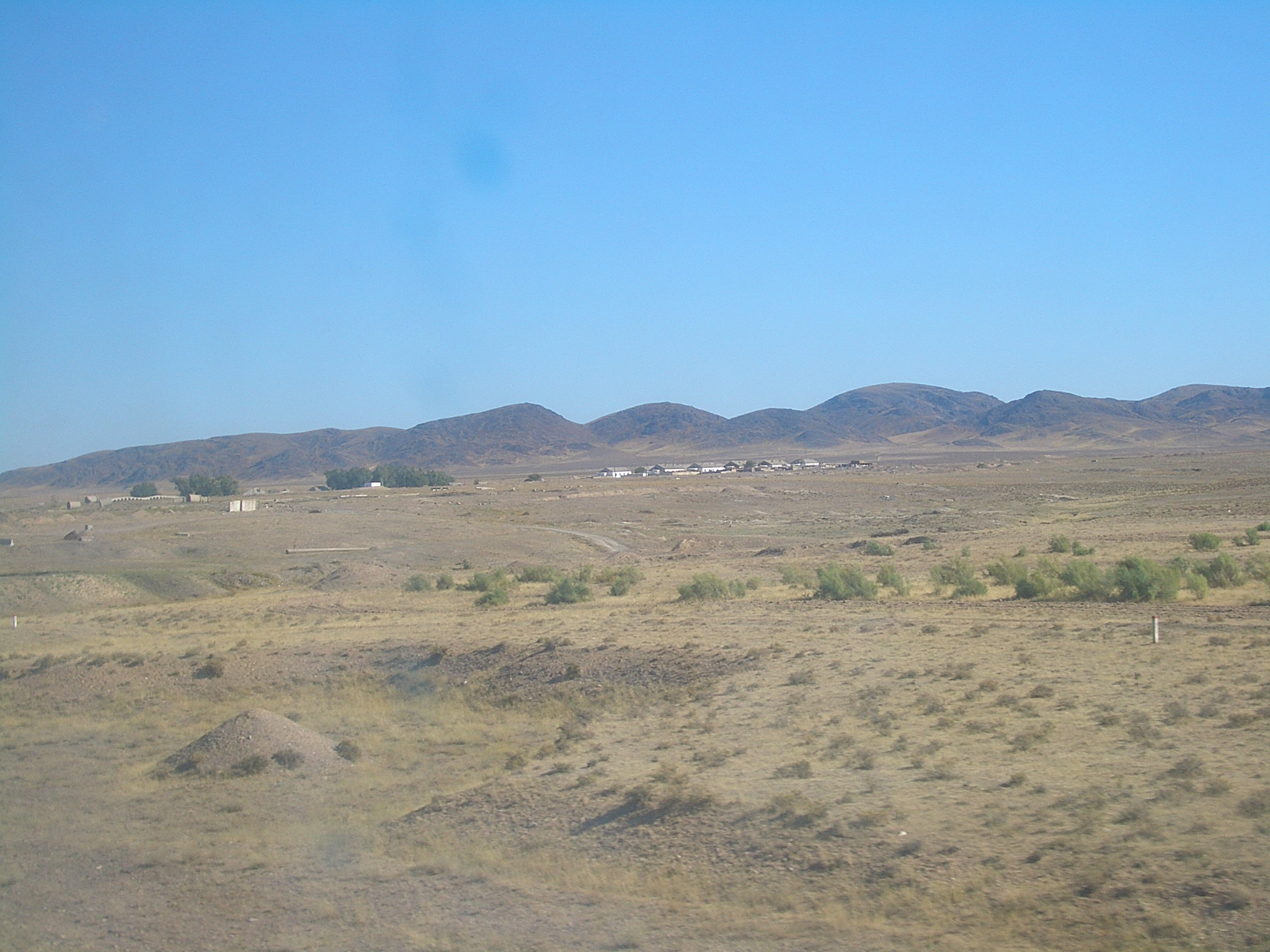
Des steppes de la province de Djamboul

L'oblys de Djamboul (en kazakh : Жамбыл облысы, en russe Djamboul) est l'une des 14 provinces du Kazakhstan. Sa capitale est la ville de Taraz. Il tient son nom du poète, musicien et improvisateur Jamboul Jabayev.

## Géographie
La région a des frontières communes avec l'oblys de Karaganda au nord, l'oblys d'Almaty à l'est, l'oblys du Turkestan à l'ouest et avec le Kirghizistan au sud.
On y trouve notamment la réserve naturelle Aksou-Jabagly et le désert de Muyunkum.
Le sous-sol est riche en phosphorite (usines Sary-Tas).

## Divisions administrative
La province est divisée en 10 districts et 4 villes Janatas, Karataou, Chou et Taraz:

### Districts
| District                    | Chef-lieu          |
| --------------------------- | ------------------ |
| District de Bayzak          | Sarykemer          |
| District de Chou            | Tolié Bi           |
| District de Djamboul        | Asy                |
| District de Joualy          | Bauyrjan Momyshuly |
| District de Kordaï          | Kordaï             |
| District de Merke           | Merke              |
| District de Moiynkum        | Moiynkum           |
| District de Saryssou        | Janatas            |
| District de Talas           | Karataou           |
| District de Turar Ryskoulov | Kulan              |

### Villes
| Ville    |
| -------- |
| Taras    |
| Janatas  |
| Karataou |
| Chou     |

## Composition ethnique
|             | Population 1989 | %        | Population 1999 | %        | Population 2010 | %        |
| ----------- | --------------- | -------- | --------------- | -------- | --------------- | -------- |
| Kazakhs     | 507302          | 48,84 %  | 640346          | 64,76 %  | 722627          | 69,23 %  |
| Russes      | 275424          | 26,52 %  | 179258          | 18,13 %  | 141829          | 13,59 %  |
| Dounganes   | 23555           | 2,27 %   | 30333           | 3,07 %   | 42404           | 4,06 %   |
| Turcs       | 17145           | 1,65 %   | 24823           | 2,51 %   | 29354           | 2,81 %   |
| Ouzbeks     | 21512           | 2,07 %   | 22501           | 2,28 %   | 24986           | 2,39 %   |
| Kurdes      | 8796            | 0,85 %   | 10855           | 1,10 %   | 13220           | 1,27 %   |
| Coréens     | 13360           | 1,29 %   | 14000           | 1,42 %   | 12452           | 1,19 %   |
| Azeris      | 11653           | 1,12 %   | 10593           | 1,07 %   | 12185           | 1,17 %   |
| Tatars      | 16618           | 1,60 %   | 12576           | 1,27 %   | 10651           | 1,02 %   |
| Kirghizes   | 5279            | 0,51 %   | 4966            | 0,50 %   | 7752            | 0,74 %   |
| Allemands   | 70150           | 6,75 %   | 11394           | 1,15 %   | 6695            | 0,64 %   |
| Ukrainiens  | 33903           | 3,26 %   | 10013           | 1,01 %   | 3888            | 0,37 %   |
| Ouïghours   | 2805            | 0,27 %   | 2569            | 0,26 %   | 2783            | 0,27 %   |
| Tchétchènes | 881             | 0,08 %   | 2438            | 0,25 %   | 2548            | 0,24 %   |
| Grecs       | 9273            | 0,89 %   | 2024            | 0,20 %   | 1637            | 0,16 %   |
| Biélorusses | 3986            | 0,38 %   | 1481            | 0,15 %   | 870             | 0,08 %   |
| autres      | 17025           | 1,64 %   | 8670            | 0,83 %   | 7962            | 0,76 %   |
| total       | 1038667         | 100,00 % | 988840          | 100,00 % | 1043843         | 100,00 % |